# Ida Valeton
Ida Valeton, geborene Meggendorfer (* 26. Mai 1922 in Hamburg; † 4. April 2016 in Braunschweig) war eine deutsche Geowissenschaftlerin auf den Gebieten der Geologie, Mineralogie, Petrographie und insbesondere der Sedimentologie bzw. Sedimentpetrographie. Sie war ab 1952 Leiterin des Sedimentpetrographischen Labors des Geologisch-Paläontologischen Instituts der Universität Hamburg, ab 1957 Hochschullehrerin und hatte diverse Gastprofessuren inne.
Ihr wissenschaftlicher Schwerpunkt lag im Bereich der Sediment- und Bauxitforschung.

## Werdegang
Ida Meggendorfer wurde 1922 als älteste Tochter von Jakobine „Ina“ Meggendorfer, geborene Krebs, und Friedrich Meggendorfer (1880–1953) geboren. 1935 zog die Familie nach Erlangen, nachdem ihr Vater einen Ruf als Ordinarius für Psychiatrie an die dortige Universität erhalten hatte. Während des Zweiten Weltkrieges studierte sie, ursprünglich ein Lehramt anstrebend, in Erlangen, München und Graz Biologie, Chemie und Geographie.
Nachdem sie im Jahre 1944 bei Franz Heritsch an der Universität Graz in Geologie zum Dr. rer. nat. promoviert worden war, begann sie ihre wissenschaftliche Laufbahn bei Carl Wilhelm Correns im Fachbereich Mineralogie der Universität Göttingen. Von 1948 bis 1952 arbeitete sie als Assistentin von Adolf Wurm im Fachbereich Geologie der Universität Würzburg. 1952 heiratete sie den Mediziner Johannes Valeton (Aus der Ehe gingen die Kinder Barbara und Bernard Valeton hervor). Anschließend wechselte sie mit dem Auftrag, ein Labor für Sediment-Petrographie aufzubauen, in das Geologische Staatsinstitut Hamburg, später Geologisch-Paläontologisches Institut im Fachbereich Geologie der Universität Hamburg, wo sie sich im Sommer 1957 habilitierte und ihre Lehrtätigkeit begann. Im Jahre 1964 wurde Ida Valeton zur außerplanmäßigen Professorin für Mineralogie und Petrographie ernannt; 1966 wurde sie Wissenschaftliche Rätin und Professorin. 1967 wurde sie in das Editorial Bord der Zeitschrift Sedimentary Geology berufen.
1963 und 1964 arbeitete Valeton als Gastprofessorin bzw. Austauschprofessorin am Geologischen Institut in Bordeaux. Weitere Auslandsaufenthalte führten sie nach Indien, Afrika und Südamerika. Ab 1970 war sie Abteilungsdirektorin und Professerin. Im Sommer 1974 nahm sie an der ersten Vansee-Expedition von Egon T. Degens teil und studierte die Terrassen-Sedimente des ost-anatolischen Sodasees. Im Sommer 1979 war sie als Gastprofessorin  (Lagerstätten) in Israel an der Ben Gurion University of the Negev, Beer Sheva. Als international anerkannte Expertin für Bauxit wurde sie im Jahre 1987 an der Universität Hamburg emeritiert. Sie lebte in Brackel. 1977 hatte sie das Goldene Sportabzeichen erhalten.
Ihre Publikationen befassen sich vor allem mit Bauxitlagerstätten und Lateritischen Lagerstätten, Pleistozänpetrographie, Sedimentpetrographie, Tonmineralogie und Umweltschutz an Alster und Elbe.

## Schriften (Auswahl)
- Beitrag zur Petrographie des mittleren Muschelkalkes Süddeutschlands. Heidelberger Beiträge zur  Mineralogie und Petrographie, 4(1):207–16, 1954. doi:10.1007/BF01111157
- Eine vulkanische Tufflage aus der Oberkreide von Hemmoor, Niederelbe. Zeitschrift der Deutschen Geologischen Gesellschaft, 111: 739–781, 1959
- Facies problems of boehmitic and diasporitic bauxites. Developments in Sedimentology, 2: 123–129, 1964. doi:10.1016/S0070-4571(08)70535-1
- Faziesprobleme in südfranzosischen Bauxitlagerstätten. Beiträge zur Mineralogie und Petrographie, 11(3): 217–46, 1965. doi:10.1007/BF01172134
- Bauxitführende Laterite auf dem Trappbasalt Indiens als fossile, polygenetisch veränderte Bodenbildung. Sedimentary Geology 1(1): 7–56, 1967
- Bauxites, Elsevier, Amsterdam, 1972. ISBN 0-444-40888-6
- mit Abdul Abdul-Razzak: Glaukonite der Oberkreide Nordwestdeutschlands. 1974
- Lebensraum Alster, Pressestelle der Universität Hamburg, 1975
- mit Abdul Abdul-Razzak und Dietmar Klussmann: Mineralogy and Geochemistry of Glauconite Pellets from Cretaceous Sediments in Northwest Germany. Stuttgart : Schweizerbart’sche Verlagsbuchhandlung, 1982
- mit Adolpho José Melfi: Distribution pattern of bauxites in Cataguases area (SE-Brazil), in relation to lower Tertiary paleogeography and younger tectonics. Sci. Géol. Bull. 41(1): 85–98, 1988
- The Tertiary bauxite belt on tectonic uplift areas in the Serra da Mantiqueira, South-East Brazil. Schweizerbart, Stuttgart 1991
- Tertiary bauxites in subsidence areas and associated laterite derived sediments in Northwestern India. Schweizerbart, Stuttgart 1993
- Gott schenkte mir Flügel. Kovač, Hamburg 2000, ISBN 3-8300-0220-3. Autobiographie.